# Graeme Murty
Graeme Stuart Murty (Middlesbrough, 13 novembre 1974) è un allenatore di calcio ed ex calciatore scozzese, di ruolo difensore.

## Palmarès

### Club

#### Competizioni nazionali
- Football League Championship: 1

Reading: 2005-2006

### Individuale
- Squadra dell'anno della PFA: 1

2001-2002 (Division Two)